# سيلينة زغبية
السيلينة  الزغبية أو تربة أو هجم  (باللاتينية: Silene villosa) نوع نباتي يتبع جنس السيلينة من الفصيلة القرنفلية.

## الموئل والانتشار
موطنها بلاد الشام ومصر والمغرب العربي.